# Aeropuerto Yariguíes
El Aeropuerto Yariguíes (IATA: EJA, OACI: SKEJ) es un aeropuerto colombiano ubicado a 10 km de la ciudad de Barrancabermeja, Santander. En él opera Avianca desde y hacia Bogotá; desde octubre de 2007 inició operaciones EasyFly hasta finalizarlas en 2017, aunque luego los volvió a reanudar. Su nombre hace homenaje al pueblo indígena Yariguíes que se situaba en la zona del Magdalena Medio.
Clic ha reanudado sus vuelos en la ruta Bogotá - Barrancabermeja / Barrancabermeja - Bogotá a partir del 15 de julio de 2019 con dos frecuencias diarias (mañana y tarde) en Avión ATR-72 pero, en este momento por la pandemia está volviendo a activar sus servicios con 3 vuelos semanales. Para cubrir está intensidad de vuelos cuenta con su propia torre de control.

## Destinos
| Ciudades                       | Nombre del aeropuerto              | Aerolíneas                | Aeronaves   |
| ------------------------------ | ---------------------------------- | ------------------------- | ----------- |
| Bogotá                         | Terminal Puente Aéreo              | Clic Air                  | AT46, AT76  |
| Bogotá                         | Aeropuerto Internacional El Dorado | Avianca / Avianca Express | A320 / A320 |
| Total: 1 destino, 3 aerolíneas |                                    |                           |             |

### Aerolíneas Que Cesaron Operación
- Avianca
  - Cúcuta / Aeropuerto Internacional Camilo Daza

- LATAM Colombia
  - Bogotá / Aeropuerto Internacional El Dorado
  - Bucaramanga / Aeropuerto Internacional Palonegro

- Clic Air
  - Bucaramanga / Aeropuerto Internacional Palonegro

### Aerolíneas Extintas
- Aces
  - Bogotá / Aeropuerto Internacional El Dorado
  - Ocaña / Aeropuerto Aguas Claras
  - Medellín / Aeropuerto Olaya Herrera

- Aerolínea de Antioquia
  - Medellín / Aeropuerto Olaya Herrera

## Aeropuertos Cercanos
- Bucaramanga: Aeropuerto Internacional Palonegro (70km).
- Aguachica: Aeropuerto Hacaritama (136km).
- Ocaña: Aeropuerto Aguas Claras (150km).
- Cúcuta: Aeropuerto Internacional Camilo Daza (175km).